# مات بوتير
مات بوتير (بالإنجليزية: Matt Potter)‏ هو مدرب كرة قدم ومدرب رياضي ولاعب كرة قدم بريطاني، ولد في 23 يناير 1970.

## وصلات خارجية
- مات بوتير على موقع قاعدة بيانات كرة القدم.إي يو (الإنجليزية)
- مات بوتير على موقع Soccerway.com (الإنجليزية)